# WASP-166
WASP-166は、うみへび座の方向に太陽からおよそ373光年の距離にある恒星である。見かけの等級は、9.36等である。WASP-166は、1つの太陽系外惑星を持つことがわかっている。

## 特徴
| 太陽 | WASP-166  |
| ---- | --------- |
| 太陽 | Exoplanet |

WASP-166は、スペクトル型がF9 Vに分類されるF型主系列星で、質量と半径は太陽より2割程度大きく、年齢は大体21億年くらいと見積もられている。光球面の有効温度は約6,050 Kと推定され、太陽よりやや金属過剰であるとみられる。
視線速度の時間変化から、WASP-166には磁場の活動があり、それが12日強周期で自転することで引き起こされていると考えられる。しかし、測光観測ではこの周期の光度変化は検出できず、磁場の活動といっても大きな黒点があるわけではなく、対流の抑制に止まっているものとみられる。

## 惑星系
WASP-166は、WASP-Southによる観測で伴天体の通過によるとみられる減光が検出されたことで、惑星探索の有力候補に位置づけられ、高精度の視線速度測定、追加の測光観測が行われた。前述の磁場による視線速度変化のため、確認には通常よりかなり多くの観測を要したが、2019年に減光の原因が惑星であることを確定でき、WASP-166bとして報告された。
WASP-166bは、質量が木星の1割（海王星の1.9倍）、半径が木星の6割程度のスーパーネプチューンで、公転周期が5.44日と短い。この特徴からWASP-166bは、木星より小さいガス惑星が、公転周期5日未満には存在しない、いわゆる「海王星砂漠」の縁に位置し、同種の惑星がほとんどみつかっていない希少な例とされる。
| 名称 （恒星に近い順） | 質量             | 軌道長半径 （天文単位） | 公転周期 (日)       | 軌道離心率 | 軌道傾斜角  | 半径           |
| --------------------- | ---------------- | ----------------------- | ------------------- | ---------- | ----------- | -------------- |
| b (Catalineta)        | 0.101 ± 0.005 MJ | 0.0641 ± 0.0011         | 5.443540 ± 0.000004 | < 0.07     | 88.0 ± 0.7° | 0.63 ± 0.03 RJ |

## 名称
2022年、ジェイムズ・ウェッブ宇宙望遠鏡の優先観測目標候補となっている太陽系外惑星のうち、20の惑星とその親星を公募により命名する「太陽系外惑星命名キャンペーン2022（NameExoWorlds 2022）」において、WASP-166とWASP-166bは命名対象の惑星系の1つとなった。このキャンペーンは、国際天文学連合（IAU）が「持続可能な発展のための国際基礎科学年（IYBSSD2022）」の参加機関の一つであることから企画されたものである。2023年6月、IAUから最終結果が公表され、WASP-166はFiletdor、WASP-166bはCatalinetaと命名された。いずれも、マヨルカ島の作家Antoni Maria Alcover i Suredaの“Aplec de Rondalles Mallorquines d'en Jordi d'es Raco”に記されたマヨルカ民話“Na Filet d'Or”に登場するキャラクターで、Filet d'Orは主役である金色の海蛇、Catalinetaはヒロインの少女の名前を表す。